# Victor Crone
Victor Crone, né le 31 janvier 1992 à Österåker en Suède, est un chanteur suédois. Grâce à sa victoire à l'édition 2019 de l'Eesti Laul, il représenta l'Estonie au Concours Eurovision de la chanson 2019 avec sa chanson Storm.
Il avait auparavant participé au Melodifestivalen 2015, en duo avec le rappeur Behrang Miri, avec la chanson Det rår vi inte för (Nous ne pouvons pas nous en empêcher). Le duo se qualifie pour la phase d'Andra chansen (Seconde chance), mais échoue à finalement se qualifier pour la finale.

## Biographie
Victor Crone naît le 31 janvier 1992 dans la commune d'Österåker en Suède, où il grandit. Il commence à jouer de la guitare et à chanter dès l'âge de 15 ans. Il part vivre à Los Angeles et à Nashville aux États-Unis à l'âge de 18 ans, et travaillera alors avec des auteurs-compositeurs renommés tels que Diane Warren ou Desmond Child. 
Il sort son premier single, Burning Man, en 2015.

### Melodifestivalen 2015
La même année, il participe au Melodifestivalen 2015 en duo avec le rappeur Behrang Miri, avec la chanson Det rår vi inte för. Le duo participe à la première des quatre demi-finales, qui se tient le 7 février 2015 à Göteborg. Ils se classent alors quatrièmes sur sept participants, et de ce fait, se qualifient pour la Seconde Chance (Andra Chansen en suédois). Celle-ci se tient le 7 mars à Helsingborg, et ils sont alors opposés en duel au duo Samir & Viktor avec leur chanson Groupie. Ceux-ci remportent leur duel et se qualifient pour la finale; Victor et Behrang sont alors éliminés de la compétition.

### Concours Eurovision de la chanson 2019
Victor Crone participe en 2019 à l'Eesti Laul, émission servant de sélection nationale pour le Concours Eurovision de la chanson en Estonie, avec sa chanson Storm. Il se qualifie d'abord le 31 janvier 2019 de la première des deux demi-finales, puis participe à la finale du 16 février, qu'il remporte,. Il représentera par conséquent l'Estonie au Concours Eurovision de la chanson 2019 lors de la première demi-finale du 14 mai 2019, où il se qualifie pour la finale du 18 mai 2019.

### Melodifestivalen 2020
Victor Crone participe au Melodifestivalen 2020, le concours de sélection nationale de la Suède pour l'Eurovision, avec sa chanson Troubled Waters. Il se qualifie d'abord en demi finale le 22 février 2020 au Malmö Arena, puis se qualifie ensuite en finale qui se passe le 7 mars 2020 au Friends Arena pour terminer 9e sur 12.